# Canton de Cergy-1
Le canton de Cergy-1 est une circonscription électorale française du département du Val-d'Oise créée par le décret du 17 février 2014. Elle tient lieu de circonscription d'élection des conseillers départementaux et entre en vigueur lors des élections départementales de 2015.

## Histoire
Un nouveau découpage territorial du Val-d'Oise entre en vigueur à l'occasion des premières élections départementales suivant le décret du 17 février 2014. Les conseillers départementaux sont, à compter de ces élections, élus au scrutin majoritaire binominal mixte. Les électeurs de chaque canton élisent au Conseil départemental, nouvelle appellation du Conseil général, deux membres de sexe différent, qui se présentent en binôme de candidats. Les conseillers départementaux sont élus pour 6 ans au scrutin binominal majoritaire à deux tours, l'accès au second tour nécessitant 12,5 % des inscrits au 1er tour. En outre la totalité des conseillers départementaux est renouvelée. Ce nouveau mode de scrutin nécessite un redécoupage des cantons dont le nombre est divisé par deux avec arrondi à l'unité impaire supérieure si ce nombre n'est pas entier impair, assorti de conditions de seuils minimaux. Dans le Val-d'Oise, le nombre de cantons passe ainsi de 39 à 21.
Le nouveau canton de Cergy-1 est formé de deux communes des anciens cantons de Cergy-Nord et d'une fraction de commune de la commune de Cergy. Il est entièrement inclus dans l'arrondissement de Pontoise. Le bureau centralisateur est situé à Cergy.

## Représentation
| Période élective | Période élective | Mandat | Mandat   | Identité         | Nuance | Nuance | Qualité |
| ---------------- | ---------------- | ------ | -------- | ---------------- | ------ | ------ | --- |
| 2015             | 2021             | 2015   | 2021     | Armand Payet     |        | LR     | Analyste financier Conseiller municipal de Cergy                                                                                    |
| 2015             | 2021             | 2015   | 2021     | Virgine Tinland  |        | LR     | Ancienne collaboratrice de maires Ancienne conseillère municipale d'Osny 11e vice-Présidente du conseil départemental (2017 → 2021) |
| 2021             | 2028             | 2021   | en cours | Mickaël Declerck |        | LR     | |
| 2021             | 2028             | 2021   | en cours | Virginie Tinland |        | LR     | |

### Résultats détaillés

#### Élections de mars 2015
À l'issue du 1er tour des élections départementales de 2015, deux binômes sont en ballottage : Armand Payet et Virgine Tinland (UMP, 30,38 %) et Florence Augier et Bley Mokono (PS, 28,78 %). Le taux de participation est de 35,46 % (11 480 votants sur 32 374 inscrits) contre 40,49 % au niveau départemental et 50,17 % au niveau national.
Au second tour, Armand Payet et Virgine Tinland (UMP) sont élus avec 53,52 % des suffrages exprimés et un taux de participation de 35,37 % (5 661 voix pour 11 451 votants et 32 374 inscrits).

#### Élections de juin 2021
Le premier tour des élections départementales de 2021 est marqué par un très faible taux de participation (33,26 % au niveau national). Dans le canton de Cergy-1, ce taux de participation est de 21,99 % (7 589 votants sur 34 516 inscrits) contre 26,57 % au niveau départemental. À l'issue de ce premier tour, deux binômes sont en ballottage : Mickaël Declerck et Virginie Tinland (LR, 26,07 %) et Éric Nicollet et Daisy Yaïch (Union à gauche, 21,3 %).
Le second tour des élections est marqué une nouvelle fois par une abstention massive équivalente au premier tour. Les taux de participation sont de 34,36 % au niveau national, 28,57 % dans le département et 24,4 % dans le canton de Cergy-1. Mickaël Declerck et Virginie Tinland (LR) sont élus avec 53,11 % des suffrages exprimés (4 193 voix pour 8 427 votants et 34 542 inscrits),,,.

## Composition
Le nouveau canton de Cergy-1 comprend deux communes entières et une fraction de la commune de Cergy :
| Nom                           | Code Insee | Intercommunalité     | Superficie (km2) | Population (dernière pop. légale)                | Densité (hab./km2) | Modifier                                    |
| ----------------------------- | ---------- | -------------------- | ---------------- | ------------------------------------------------ | ------------------ | ------------------------------------------- |
| Cergy (bureau centralisateur) | 95127      | CA de Cergy-Pontoise | 11,65            | Fraction : 50 027 (2022) Commune : 69 578 (2022) | 5 972              | modifier les données · modifier les données |
| Osny                          | 95476      | CA de Cergy-Pontoise | 12,52            | 17 471 (2022)                                    | 1 395              | modifier les données · modifier les données |
| Puiseux-Pontoise              | 95510      | CA de Cergy-Pontoise | 5,64             | 593 (2022)                                       | 105                | modifier les données · modifier les données |
| Canton de Cergy-1             | 9504       |                      |                  | 68 091 (2022)                                    |                    | modifier les données                        |

La partie de la commune de Cergy dans le canton est celle située au nord d'une ligne définie par l'axe des voies suivantes : depuis la limite territoriale de la commune de Vauréal, plate-forme de l'ancienne voie ferrée de Pontoise à Poissy, chemin de la Fourmi, avenue du Nord, allée des Acacias, allée de Bellevue, rue du Tertre, avenue du Nord, boulevard de la Viosne, jusqu'à la limite territoriale de la commune de Pontoise.

## Démographie
En 2022, le canton comptait 68 091 habitants, en évolution de +8,09 % par rapport à 2016 (Val-d'Oise : +4 %, France hors Mayotte : +2,11 %).
| 2013   | 2018   | 2022   |
| ------ | ------ | ------ |
| 60 454 | 65 026 | 68 091 |